# Willy Zirges

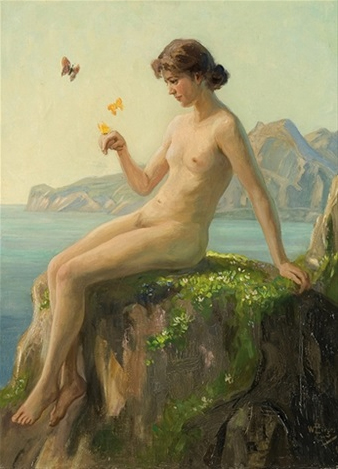
Mädchen mit Schmetterlingen

Richard Willy Zirges, auch Walter Zirges (* 31. Oktober 1866 in Leipzig; † 22. Mai 1938 in Berlin) war ein deutscher Maler und Lithograf.

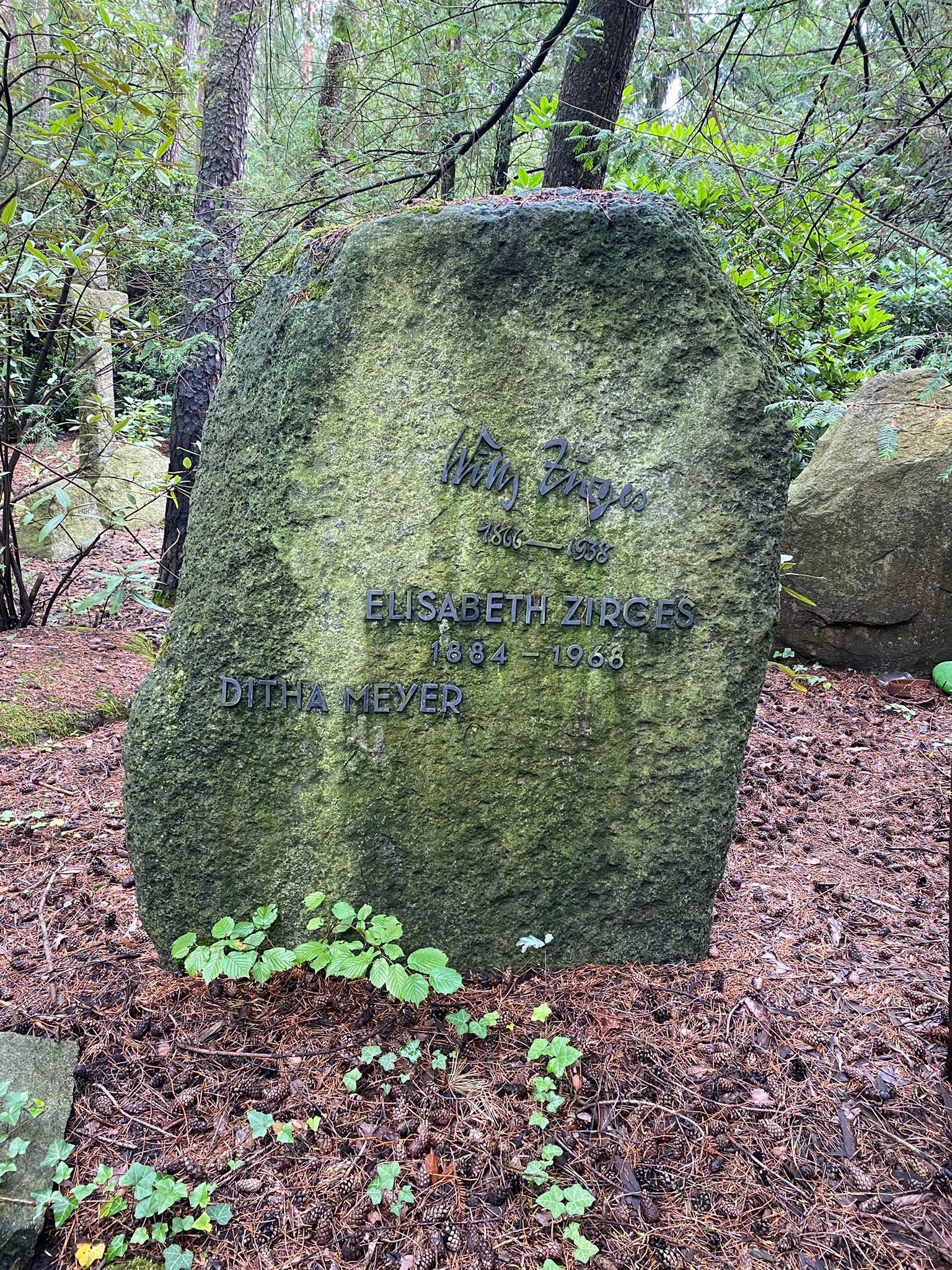
Grabstätte auf dem Parkfriedhof Lichterfelde

Willy Zirges studierte Malerei an den Kunstakademien in Leipzig, München, Mailand und von 1893 bis 1896 in Berlin. An der Preußischen Akademie der Künste war er Schüler von Max Koner und Woldemar Friedrich.
Nach dem Studium war er als Maler in Berlin, Thüringen und Hessen tätig. Er beschäftigte sich mit der Landschafts-, Genre- und Porträtmalerei. Er illustrierte Balladen von Carl Loewe (Hanfstaengl´s Nachfolger Verlag). Seine Werke erschienen auch in der Gartenlaube.
Willy Zirges war verheiratet mit Marie Anna Elisabeth Thamm (1884–1968). Das Ehepaar ruht auf dem Parkfriedhof Lichterfelde.